# Fabio Marchioro
Fabio Marchioro (Vicenza, 1º aprile 1968) è un allenatore di calcio ed ex calciatore italiano, di ruolo portiere.

## Carriera

### Giocatore
Ha iniziato la sua carriera nel Lanerossi Vicenza. Nei primi anni novanta giocò nella Juventus dove prima (nel 1991/92) fece il terzo di Tacconi al suo ultimo anno con la Juve e del secondo Peruzzi al suo primo anno. Esordì con la casacca della Juve in Coppa UEFA a Tenerife nel secondo tempo al posto di Rampulla (vice di Peruzzi) dove subisce il gol del 2-1.
Dopo aver militato anche nel Bologna e nel Pescara, entrambe in A, ha chiuso la carriera nell'Union Vigontina nel campionato di Eccellenza.
Nell'anno 1995-1996 è stato il secondo portiere del Bologna; in quell'anno vestiva la maglia numero 12, facendo da riserva a Francesco Antonioli. Nel 1996, dopo aver militato a Pavia, ha giocato in Serie C1 con la Fermana. Negli anni successivi ha militato in club di campionato minori. Ha concluso la propria carriera nel 2007, dopo una stagione al Vigontina.  
Non ha legami di parentela con Pippo Marchioro, allenatore di serie A negli Anni 70 e 80. 

### Allenatore
È stato il preparatore dei portieri delle giovanili del Vicenza. Dopo aver allenato le giovanili del Camisano è passato a dirigere la prima squadra, quindi si è trasferito a Grisignano di Zocco. Per la stagione 2013-2014 è allenatore dell'Atletico ViEst.

## Palmarès

### Club

#### Competizioni nazionali
- Serie C1: 1

Bologna: 1994-1995
- Campionato italiano di Serie B: 1

Bologna: 1995-1996